# Tekken 6
Tekken 6 (鉄拳6?) è un picchiaduro sviluppato e pubblicato da Namco Bandai per arcade, sesto capitolo della serie Tekken. Il gioco è stato in seguito distribuito in una versione migliorata per le console PlayStation 3, Xbox 360 e PlayStation Portable intitolata Tekken 6: Bloodline Rebellion, la quale presenta nuovi personaggi, livelli, oggetti e opzioni di personalizzazione. Tale edizione è uscita il 27 ottobre 2009 negli Stati Uniti e il 30 ottobre 2009 in Europa.

## Trama
Al contrario dei suoi predecessori, a partire da Tekken 3, qui Jin non è il protagonista della storia, ma anzi ne rappresenta l'antagonista principale. È inoltre il primo Tekken in cui nessun finale dei personaggi viene considerato canonico, visto che il vero svolgimento della trama è qui raccontato nella modalità campagna, che narra le vicende di Lars Alexandersson e Alisa Boskonovitch alla ricerca di Jin e del motivo per il quale abbia causato così tante sofferenze al mondo intero.
Il quinto torneo del Pugno d'Acciaio si conclude con la scomparsa di Heihachi Mishima e la vittoria di suo nipote: Jin Kazama, che sconfigge il suo bisnonno Jinpachi. Jin eredita tutte le ricchezze di suo nonno e di conseguenza diventa il capo della Mishima Zaibatsu, annebbiato dal potere quindi usa l'unità speciale Tekken Force per propagande e atti di manipolazione in tutto il mondo. Molte persone si ribellano a queste manipolazioni, così da scatenare una vera e propria guerra fra nazioni. Con il mondo sconvolto da una guerra mondiale, molte nazioni hanno perso il loro potere, e la Mishima Zaibatsu si dichiara una nazione indipendente.
Il piano di conquista della Mishima Zaibatsu ha però un ostacolo, la G-Corporation, con a capo Kazuya: l'umanità la vede come l'unica speranza di salvezza e la stessa G-Corporation mette una taglia sulla testa di Jin Kazama a chiunque riesca a catturarlo vivo. Senza che nessuno se lo aspettasse (tranne la G-Corporation), Jin annuncia il King of Iron Fist Tournament 6. Chi vuole farsi un nome, chi vuole avere più soldi, chi è in cerca di vendetta. Molti ideali e obiettivi differenti si uniscono, mentre il King of Iron Fist Tournament 6 viene annunciato. Lars Alexanderson, membro della Tekken Force l'esercito privato della Mishima Zaibatsu, è a capo di una fazione ribelle della Tekken Force che vuole opporsi alle mire di conquista di Jin Kazama.
Durante un attacco a un laboratorio Mishima, Lars e la sua unità si imbattono in un cyborg con le fattezze di una ragazza di nome Alisa. Durante lo scontro diversi uomini dell'unità ribelle perdono la vita e lo stesso Lars perde la memoria a seguito dello scontro. Senza alcun ricordo del proprio passato Lars e la rediviva Alisa si imbarcano in un viaggio attorno al mondo alla ricerca della memoria perduta di Lars, il tutto mentre nel mondo imperversa la guerra tra la Mishima Zaibatsu e la G Corporation e il sesto King of Iron Fist Tournament. Durante il viaggio Lars si imbatte nei vari combattenti del Tekken e con alcuni di essi stringe anche amicizia o un'alleanza (come nel caso di Lili, Lee e Raven). Giunto in Giappone si scontra con Heihachi MIshima e qui recupera la memoria. Lars infatti si ricorda di essere un figlio illegittimo di Heihachi Mishima oltre a essere a capo della fazione ribelle della Tekken Force. Recuperata la memoria e la sua unità, Lars con l'aiuto di Alisa si lancia all'attacco della Mishima Zaibatsu guidata da Jin. Durante lo scontro con Jin, questi rivela che Alisa altro non è stata tutto questo tempo che i suoi occhi e orecchie. Con un comando vocale Jin ordina ad Alisa di uccidere Lars e questi è costretto a metterla fuori gioco per salvarsi la vita. Con l'aiuto di Raven, Lars si precipita in Egitto dove sta per avere luogo lo scontro finale tra Jin e Kazuya le "due stelle" di una profezia che, secondo Zafina un'assassina locale, avrebbero distrutto il mondo. Lars previene questo scontro affrontando e sconfiggendo il suo fratellastro.
Quindi entra in un imponente tempio all'interno del quale si cela il male risvegliato da suo nipote Jin, Azazel, un demone potentissimo. Lars riesce a tenere a bada la creatura per un po', credendo di averla sconfitta, ma come Jin gli rivela, solo uno con il gene del diavolo può sconfiggere Azazel. Il piano di Jin infatti era quello di scatenare un tale caos nel mondo in modo da risvegliare la creatura, affrontarla e ucciderla, ponendo fine così, almeno nelle sue intenzioni, al gene del diavolo. Jin affronta e uccide Azazel e apparentemente muore anche lui nello scontro. Alisa viene recuperata da Lee che si offre di ripararla. Il mondo sembra tornare a una relativa calma ma in una scena dopo i titoli di coda viene rivelato che Raven trova nel deserto Jin, privo di sensi ma ancora in vita.

## Modalità di gioco
Il gioco vanta il più alto numero di personaggi mai comparso nella saga: 40 (41 se si considerano Kuma e Panda come personaggi separati, 42 se si considera anche il boss finale, il demone Azazel, e 43 se si conta anche il boss bonus NANCY-MI847J).
Sono presenti 12 arene multi-livello, i cui fondali hanno subito dei miglioramenti a livello strutturale e sono stati resi più interattivi, nonché soggetti a diversi gradi di illuminazione, a seconda dell'orario in cui si svolgeranno gli incontri. In alcune di esse è possibile sfondare il terreno e cadere in un sottolivello mandando ripetute volte un personaggio al suolo, provocando anche un piccolo danno alla vittima del colpo subito.
Numerosi personaggi sono stati modificati nel gameplay e nell'aspetto, per esempio Lei e Law, ma soprattutto Yoshimitsu ha subito un drastico cambiamento nello stile di lotta, dovuto alla perdita di potere della sua spada secondo la storia del gioco. Nel nuovo capitolo, al posto che la sua tipica katana, utilizza una coppia di wakizashi. Nonostante questo, secondo quanto riportato, il suo stile di combattimento sarà basato più sulla lotta a mani nude che sull'uso delle armi. Questa possibilità di combinare tecniche di attacco in corpo a corpo a rapidi fendenti con le spade rendono di fatto Yoshimitsu un personaggio per giocatori esperti. Ogni personaggio ha una sua "item move", che è una mossa speciale fondata sull'uso di un particolare oggetto (acquistabile tramite l'editor). Ad esempio, Bryan Fury conclude una combo sparando al suo avversario con un fucile a pompa. Inoltre si possono acquistare vari vestiti e accessori per i propri personaggi, il che aumenta la varietà di vestiario presente in Tekken 5: Dark Resurrection (nota. alcuni oggetti come cappelli, armi, occhiali, aure, effetti e capelli sono disponibili per tutti i personaggi). Sono state introdotte due modalitàː la modalità Rage ("Rabbia") e la modalità Campagna. La prima si attiva quando la barra della vita del personaggio sta per esaurirsi. In questo caso la barra lampeggerà di rosso e i colpi inferti fanno il doppio del danno, la seconda è un picchiaduro a scorrimento in 3D che riprende le caratteristiche del Tekken Force (Tekken 3 e 4) e del Tekken Devil Within (Tekken 5). All'inizio si vestiranno i panni di Lars Alexandersson (un nuovo personaggio di Tekken 6), ma con il progredire del gioco si sbloccheranno anche gli altri personaggi. È possibile sbloccare anche oggetti per personalizzare i personaggi giocabili. Nota: la Modalità Campagna è presente solo nelle versioni PlayStation 3 e Xbox 360, nella versione PSP è sostituita dalla Corsa all'oro.
È possibile sfidare giocatori di altre parti del Mondo o il CPU (computer) in modalità offline nelle sezioni arcade e battaglia fantasma. In realtà questa possibilità di gioco era presente anche in Tekken 5 in Modalità Arcade. Al contrario di Tekken 5, non sarà possibile attribuire un username al proprio personaggio di battaglia fantasma / modalità arcade.

## Personaggi

### Nuovi personaggi
- Alisa Bosconovitch (figlia adottiva e sostituta del Dr. Boskonovitch)
- Bob
- Leo Kliesen
- Miguel Caballero Rojo
- Zafina
- Lars Alexandersson
- NANCY-MI847J
- Azazel[5]

### Vecchi personaggi
- Anna Williams
- Armor King II
- Asuka Kazama
- Baek Doo San
- Bruce Irvin
- Bryan Fury
- Craig Marduk
- Christie Monteiro
- Devil Jin
- Eddy Gordo
- Feng Wei
- Ganryu
- Heihachi Mishima
- Hwoarang
- Jack-6
- Jin Kazama (Sub-Boss principale)
- Julia Chang
- Kazuya Mishima (Sub-Boss)
- King II
- Kuma II
- Lee Chaolan
- Lei Wulong
- Lili
- Ling Xiaoyu
- Marshall Law
- Nina Williams
- Panda
- Paul Phoenix
- Raven
- Roger Jr
- Sergei Dragunov
- Steve Fox
- Wang Jinrei
- Yoshimitsu
- Mokujin
- Devil Kazuya (sbloccabile acquistando oggetti d'equipaggiamento tramite Kazuya sostituendo il modello 2)

## Sviluppo
All'E3 del 2005 è stato mostrato un filmato molto breve, che ritraeva Jin Kazama intento nell'esecuzione di alcune mosse di karate. I pori della pelle erano ben visibili, come anche le gocce di sudore e il vapore da esse causato. Il filmato, che inizialmente aveva stupito pubblico e critica a causa della sua qualità fotorealistica, si rivelò in seguito essere un CGI prerenderizzato invece che una elaborazione del motore grafico effettivamente usato nel gioco.
All'E3 dell'anno successivo è stato mostrato un altro filmato, anch'esso molto breve, durante il quale Lili (già vista in Tekken 5: Dark Resurrection) e Jin Kazama si davano battaglia in un luogo simile ad una cattedrale in rovina; il filmato giungeva alla conclusione dopo la comparsa di Hwoarang, che irrompeva sfrecciando con la moto attraverso il rosone della chiesa. La grafica aveva subito un evidente peggioramento rispetto a quanto mostrato nel filmato del 2005. Peggioramento dovuto al fatto che questa volta era elaborata in tempo reale dal motore del gioco. Un altro filmato, che altro non era se non la versione estesa di quello dell'E3 del 2006, mostrava sempre la battaglia tra Lili e Jin con l'intromissione di Hwoarang, ma con il protagonista che si trasformava nella sua controparte malvagia, Devil Jin, dopo che il rivale gli aveva scagliato la moto addosso. Il demone proiettava poi un raggio dagli occhi, distruggendo la cattedrale con Lili e Hwoarang dentro.

## Accoglienza
Molto criticata è stato, all'interno del gameplay della serie, l'eccessiva possibilità di eseguire le cosiddette "juggle": ossia la possibilità di eseguire delle combo mentre l'avversario si trova a mezz'aria con l'alta probabilità perfino di vincere l'incontro solamente in questo modo (dipende anche dal personaggio che si usa). Secondo molti videogiocatori questo aspetto riduce nettamente la tecnicità del gioco e perde di realismo, poiché la grande maggioranza dei giocatori più esperti oramai preferisce concentrarsi su questa pratica piuttosto che sugli aspetti del combattimento vero e proprio, e non è raro assistere ad incontri, anche a livello mondiale, in cui vince chi per primo riesce a mandare l'avversario a mezz'aria. Un altro difetto è la lunghezza elevata dei caricamenti (PS3) che va da 10 a 33 secondi in base alla modalità scelta, che si accorciano solo installando su disco fisso i dati di gioco.
La rivista Play Generation diede alla versione per PlayStation Portable un punteggio di 94/100, trovandolo il miglior picchiaduro esistente su PSP per essere tanto divertente quanto curato tecnicamente, definendolo un capolavoro portatile.